# Grå flugsnappare
Grå flugsnappare (Muscicapa striata) är en liten tätting i familjen flugsnappare. Den häckar i västra Asien och stora delar av Europa, dock inte på Island. Vintertid flyttar den till Afrika söder om Sahara. Grå flugsnappare har ett oansenligt utseende med gråbrun ovan och smutsvitt under. Även lätena är diskreta. Den ses ofta sitta på exponerade grenar i olika typer av öppna skogsområden, spanande efter insekter som den fångar i utfall. Arten är talrik, i Sverige den tionde vanligaste fågelarten, och kategoriseras av IUCN som livskraftig. 

## Utseende och läte
Grå flugsnappare är omkring 13–15 cm lång och väger ungefär 18 gram. Den är relativt slank, med långa vingar, lång "akter" och korta ben. Fjäderdräkten är oansenlig, med gråbrun ovansida och smutsvit undersida. Den är omönstrad med undantag för tunn mörk längsstreckning på bröst, strupsidor, panna och främre delen av hjässan. Armpennorna är i fräsch dräkt ljusspetsade, vilket skapar ett ljusare stråk på vingen.

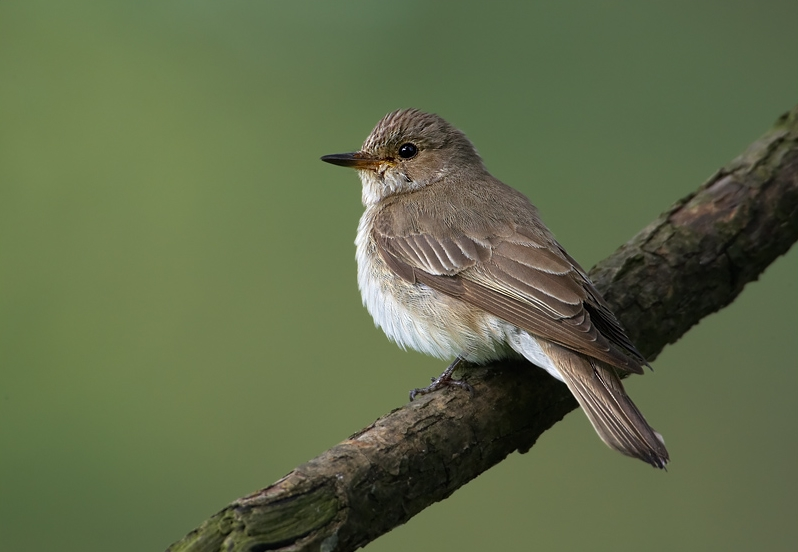

Fågeln är talför, men lätena är mycket diskreta. Locklätet, ett kort, vasst "zri", kan lätt förväxlas med andra arter som bofink och rödhake. Varningslätet är mer karakteristiskt, ett "isst-te" eller "isst-te-te". Sången är lågmäld, en serie pressade, spetsiga och sträva toner ofta uppblandade med något drillande ljud.
Fåglar på öar i västra Medelhavet (se nedan) är blekare samt har inte lika streckat bröst och kortare vingar. Med nuvarande kunskap går det inte skilja deras läten åt.

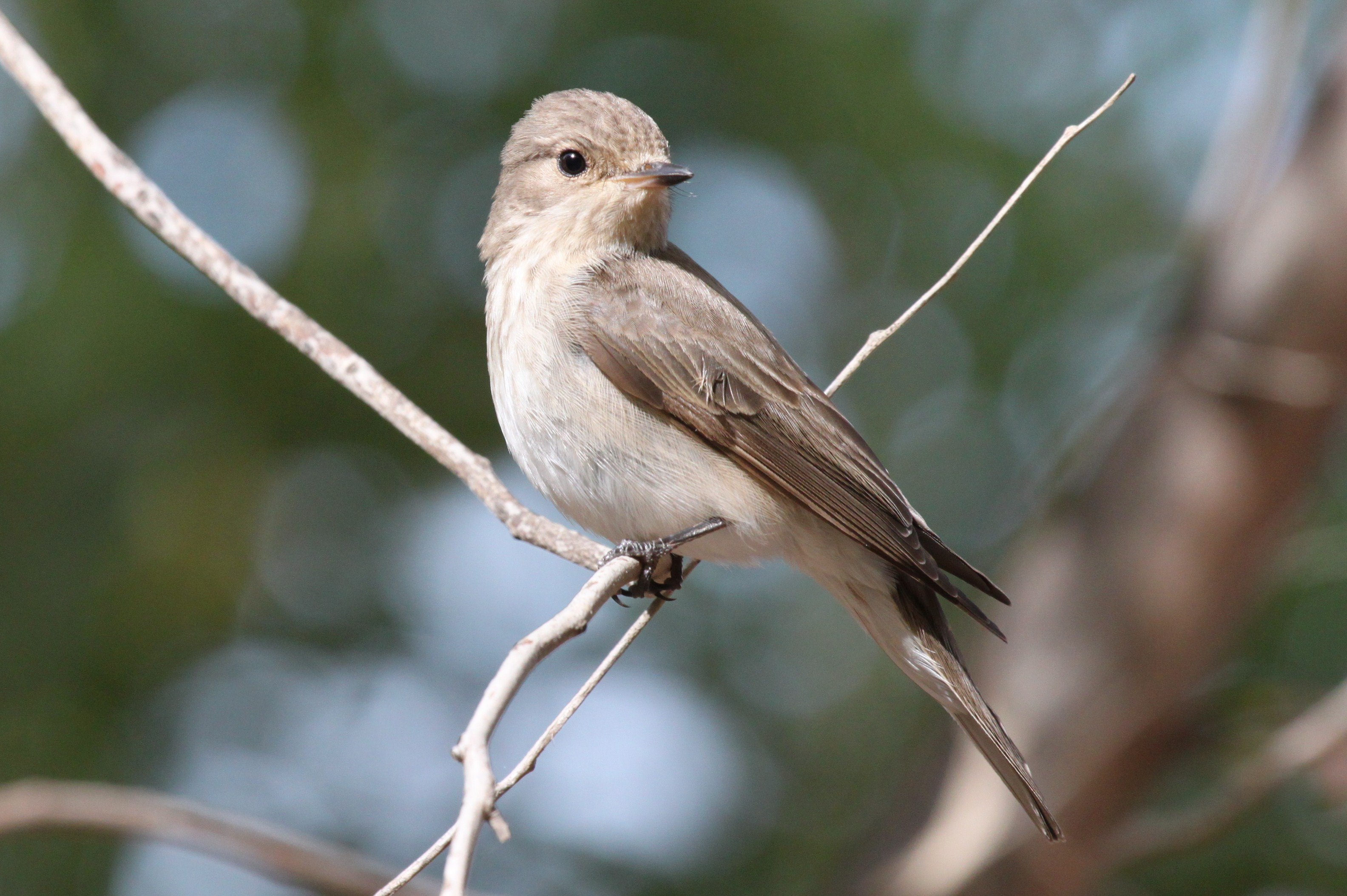
Grå flugsnappare av underarten tyrrhenica.

## Utbredning och systematik
Grå flugsnappare är en flyttfågel som häckar i nordvästligaste Afrika, Europa, och österut genom Sibirien till Transbajkal, Mongoliet och västra Xinjiang, och i Centralasien söderut till Iran, Afghanistan, och västra och norra Pakistan. Den övervintrar i Afrika, söder om Sahara.
Felflugna individer har observerats på Svalbard, Island, Färöarna, Madeira, Kap Verde, Annobon, Seychellerna och Aldabra.

### Förekomst i Skandinavien
Den grå flugsnapparen häckar i hela Skandinavien, dit den anländer i början av maj eller något senare.

### Underarter
Den grå flugsnapparen brukar delas upp i sju underarter med följande utbredning:
- striata-gruppen
  - vanlig grå flugsnappare[7] Muscicapa striata striata – nominatformen häckar från Europa till nordvästra Afrika, Sibirien och Mindre Asien. De övervintrar i södra Afrika.
  - Muscicapa striata neumanni (Poche, 1900), inkl. cretica (Stresemann & Schiebel, 1925) – häckar ifrån östra Sibirien till Kaukasus, södra Kina och södra Asien. De övervintrar i östra Afrika.
- Muscicapa striata sarudnyi (Snigirewski, 1903) – häckar från Kaukasus till norra Iran och Afghanistan. De övervintrar i östra Afrika.
- Muscicapa striata inexpectata (Dementiev, 1932) – häckar på Krimhalvön.
- Muscicapa striata mongola (Portenko, 1955) – häckar från sydöstra Altaj till norra Mongoliet och sydöstra Transbajkal
- tyrrhenica-gruppen
  - Muscicapa striata balearica (von Jordans, 1913) – häckar i Balearerna och övervintrar i västra och sydvästra Afrika.
  - Muscicapa striata tyrrhenica (Schiebel, 1910) – häckar på Korsika och Sardinien.

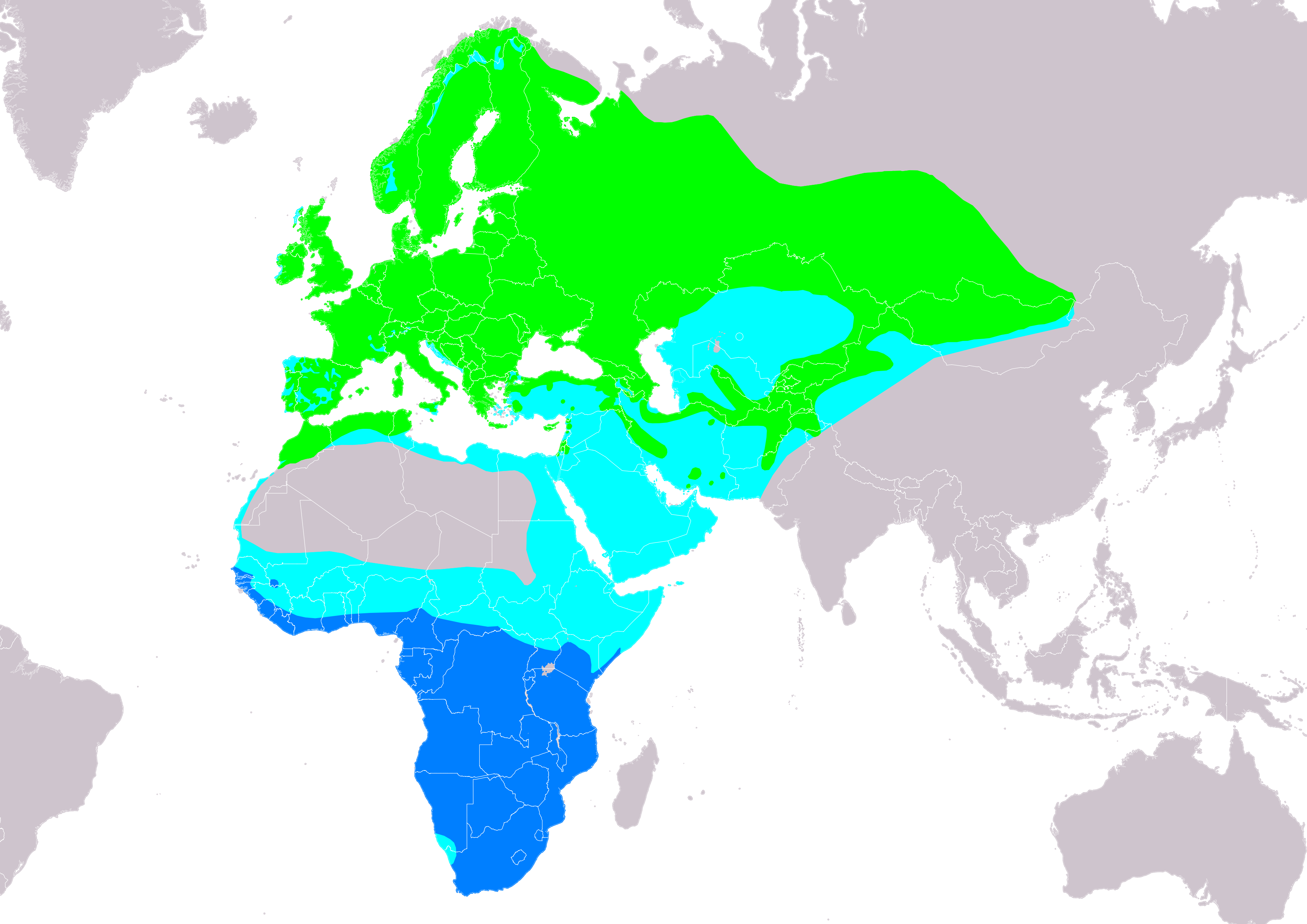
Utbredningskarta för grå flugsnappare, där grönt betecknar häckningsområde, blått övervintringsområde och turkos områden som passeras under flyttningen.

Framför allt genetiska men också morfologiska skillnader gör att underartsgruppen tyrrhenica har föreslagits utgöra en egen art, (Muscicapa tyrrhenica).

### Släktskap
Grå flugsnapparen är närmast släkt med ett antal afrikanska arter som sumpflugsnapparen (Muscicapa aquatica) och flodflugsnapparen (M. cassini), på lite längre håll de asiatiska arterna i släktet Muscicapa, som glasögonflugsnappare (M. dauurica). Dessa är endast avlägset släkt med andra europeiska flugsnappare, som svartvit flugsnappare. Dessa står nära bland andra stenskvättor, buskskvättor och näktergalar, medan grå flugsnappare med släktingar är en del av en klad där även utseende- och beteendemässigt avvikande trädnäktergalar i Cercotrichas och shamor i Copsychus ingår.

## Ekologi

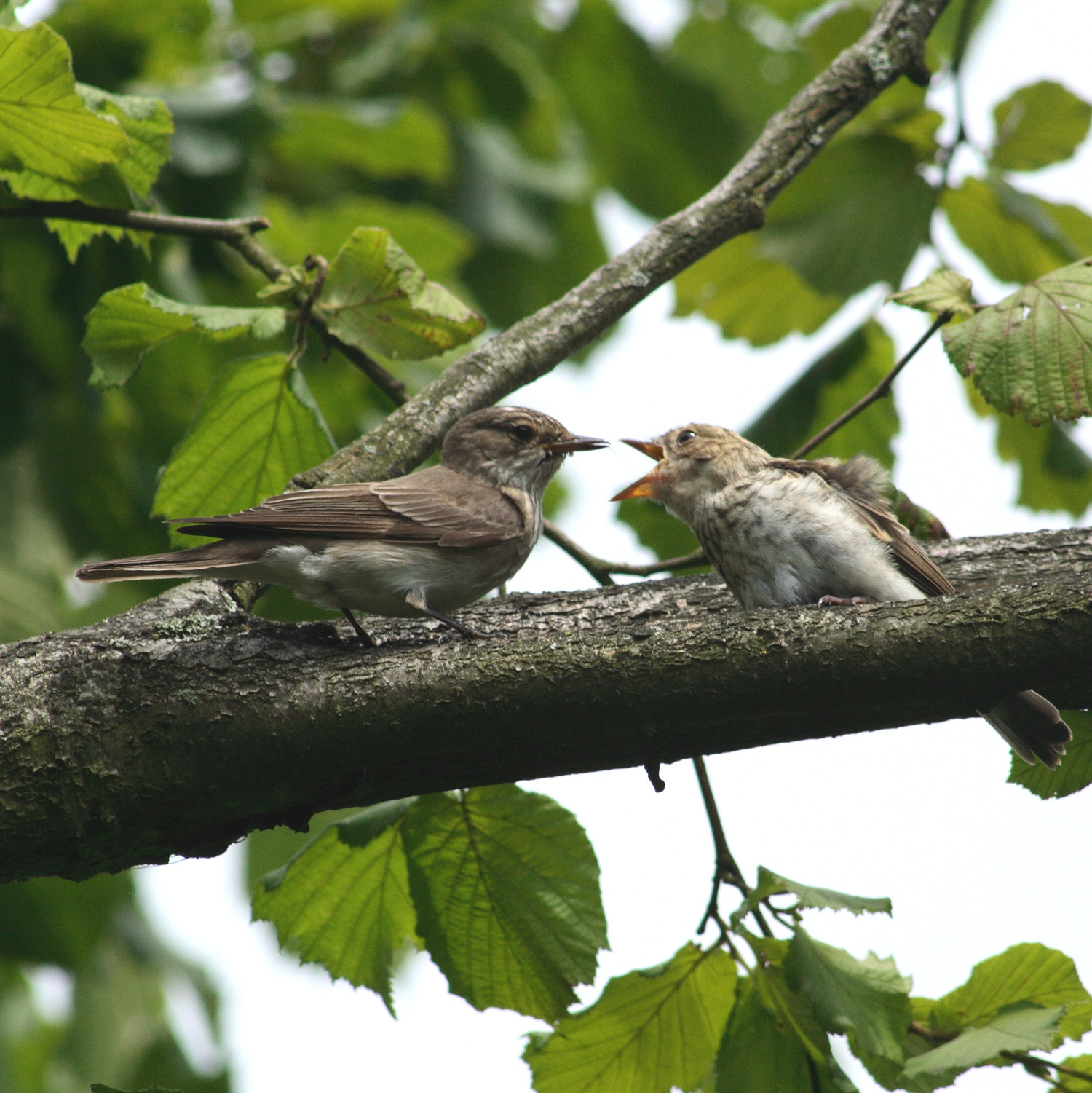
Unge matad av förälder.

### Biotop
Fågeln föredrar de flesta typer av skogar, i gläntor, skogsbryn, parker och trädgårdar med lövträd. Den föredrar gles skog på torr mark och häckar ofta i närheten av bebyggelse. Den häckar inte i hål, utan bygger sitt bo så att honan har fri sikt när hon ruvar. Kravet på boplats är inte så noga, det kan ligga på grenklykor, i buskar, ventiler mm. Häckar gärna i en öppen holk.

### Föda och födosök
Grå flugsnapparen sitter ofta upprätt på öppna grenar där den spanar efter insekter som den sedan fångar under kortare flygturer. Den uppträder också på marken. Den kan också ses ryttla. I allmänhet är den ganska orädd, men när den blir skrämd beger den sig till närmaste träd, för att i nästa ögonblick åter vara sysselsatt med att fånga insekter. 

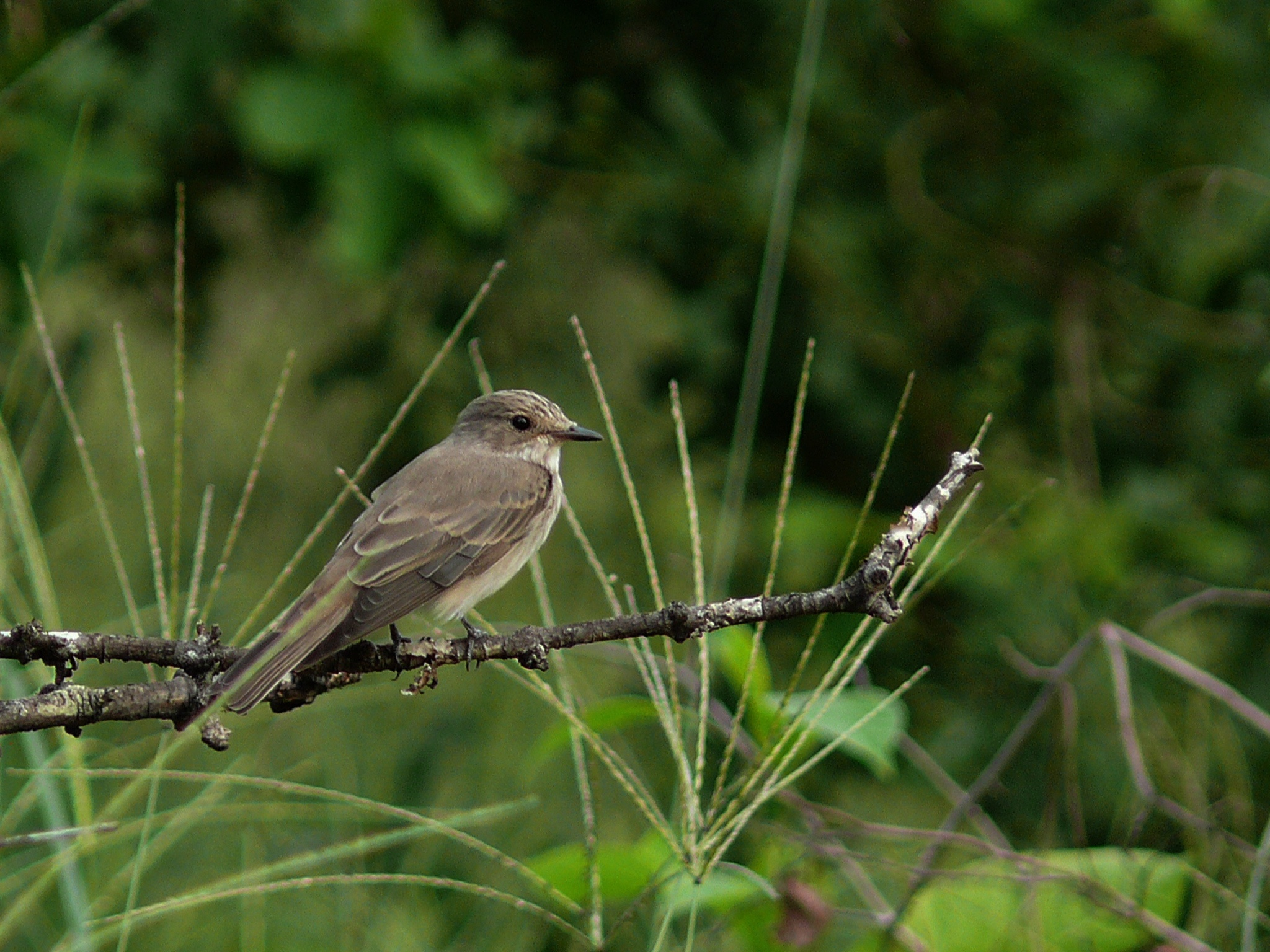
Grå flugsnappare fotograferad i övervintringsområdet i Sydafrika, på typisk manér spanande efter flygande insekter från en exponerad sittplats.

### Häckning

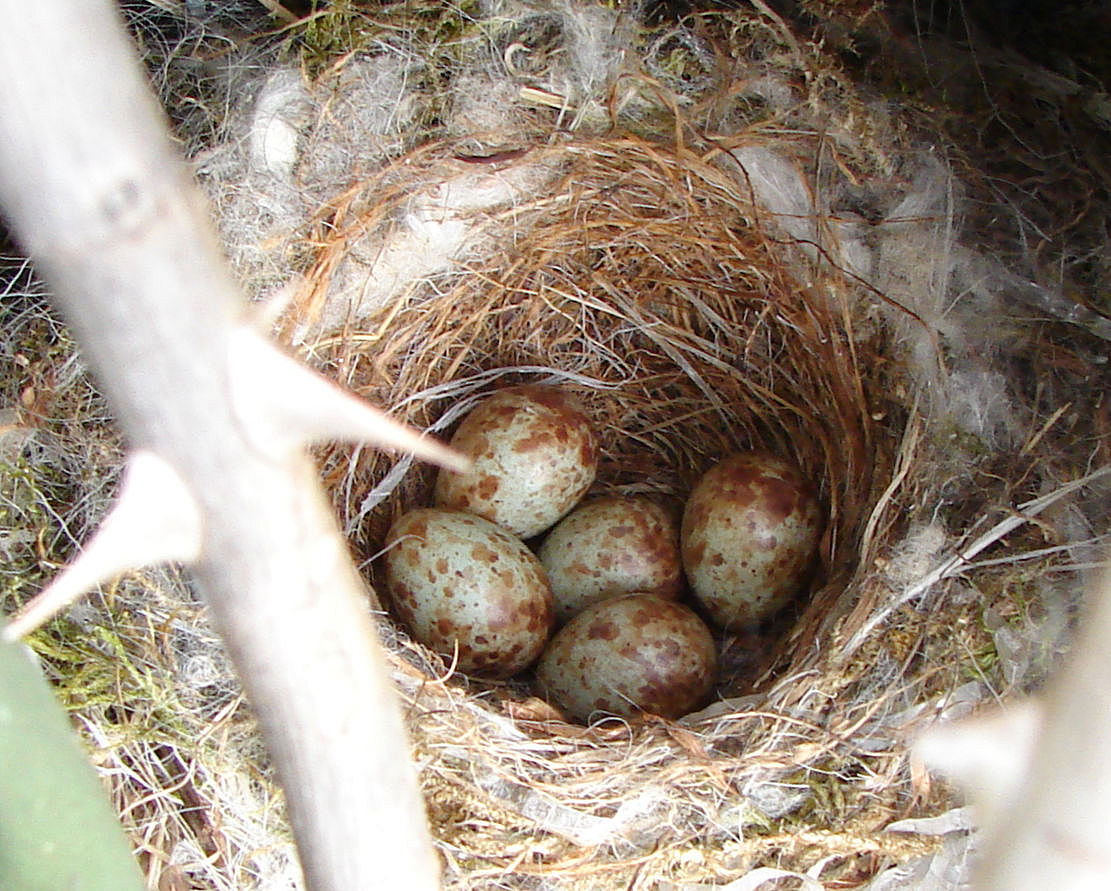

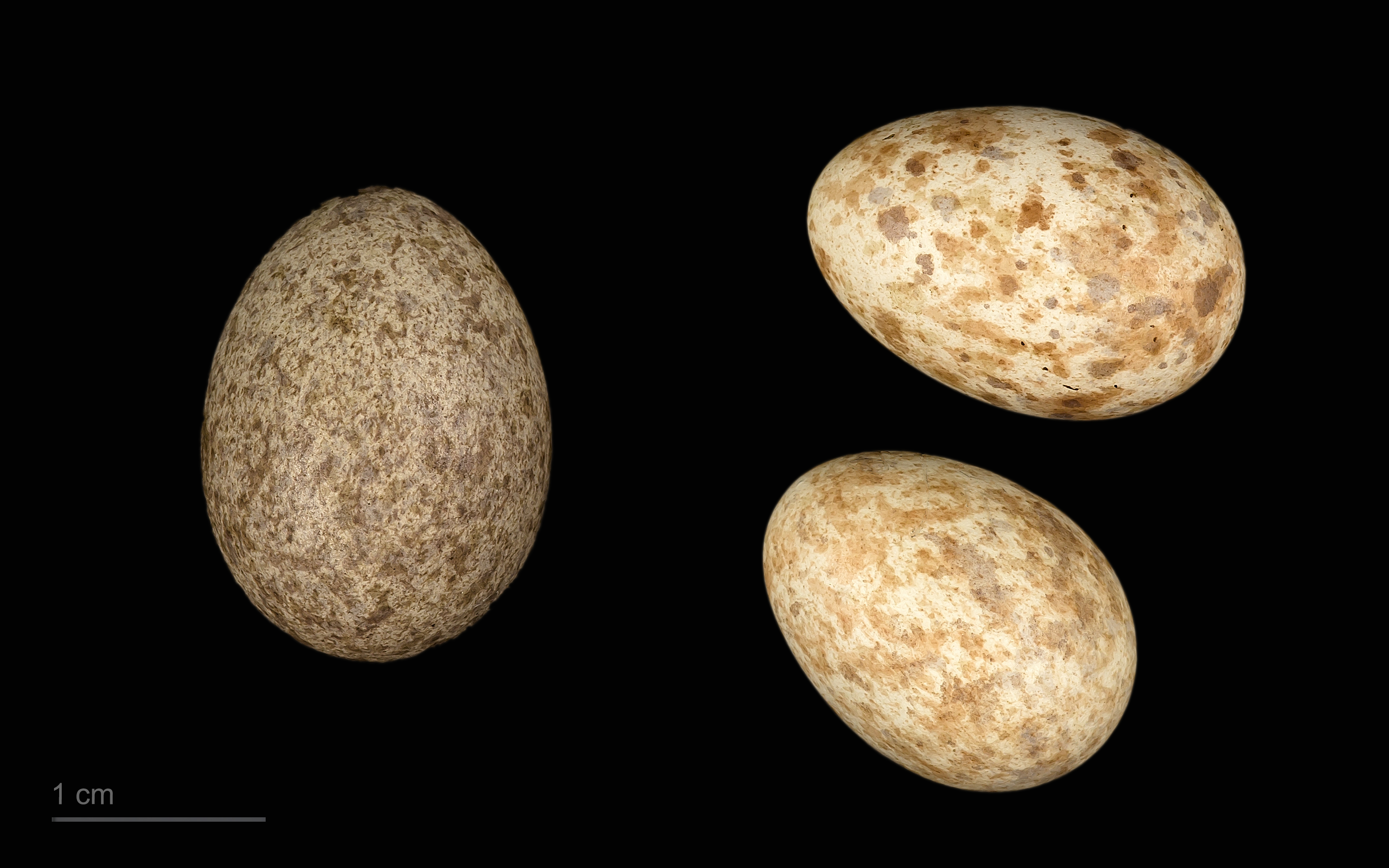
Cuculus canorus canorus + Muscicapa striata

Båda könen deltar i bobyggandet. Boet är byggt av gräs, mossa, rottrådar och lavar. Ibland kan boet fogas ihop med spindelnät. De tre till sex äggen, som är gråaktiga med bruna fläckar läggs i slutet av maj eller början av juni. Honan ruvar äggen i 13 dagar, under tiden matas hon av hanen ett par gånger i timmen. Ungarna får därefter mat av båda föräldrarna. När ytterligare 13 dagar har gått blir ungarna flygfärdiga.

## Status och hot
Arten har ett stort utbredningsområde och en stor population, men tros minska i antal, dock inte tillräckligt kraftigt för att den ska betraktas som hotad. Internationella naturvårdsunionen IUCN kategoriserar därför arten som livskraftig (LC). I Europa tros det häcka 14,9-22,7 miljoner par, medan världspopulationen uppskattas till mellan 54 och 84 miljoner individer.

### Status i Sverige
I Sverige anses beståndet av grå flugsnappare vara livskraftigt och det finns inga tecken på betydande populationsförändring. Med en uppskattad population på 1,4 eller 1,5 miljoner häckande par är den Sveriges tionde talrikaste fågelart.

## Namn
Grå flugsnapparens vetenskapliga artnamn striata betyder "streckad".